# Denton (Maryland)
Denton é uma cidade  localizada no estado americano de Maryland, no Condado de Caroline.

## Demografia
Segundo o censo americano de 2000, a sua população era de 2960 habitantes.
Em 2006, foi estimada uma população de 3552, um aumento de 592 (20.0%).

## Geografia
De acordo com o United States Census Bureau tem uma área de
6,7 km², dos quais 6,4 km² cobertos por terra e 0,3 km² cobertos por água. Denton localiza-se a aproximadamente 6 m acima do nível do mar.

## Localidades na vizinhança
O diagrama seguinte representa as localidades num raio de 16 km ao redor de Denton.